# Revolution Begins
Revolution Begins este al treilea E.P. al trupei suedeze de death metal melodic Arch Enemy. A fost lansat pe 31 august 2007, la casa de discuri Century Media Records. Pentru piesa „Revolution Begins” a fost realizat un videoclip. E.P.-ul mai conține înregistrări live și din culise din timpul concertului pe care trupa l-a ținut pe 17 august 2007 la Londra. Piesele „Revolution Begins” și „Blood on Your Hands” fac parte de pe albumul Rise of the Tyrant.
„Walk in the Shadows” este o preluare a piesei trupei americane de metal progresiv Queensrÿche.

## Lista pieselor de pe album
1. „Revolution Begins” − 4:11
2. „Blood on Your Hands” − 4:41
3. „Walk in the Shadows” − 3:07 (preluare Queensrÿche)
4. „I Am Legend / Out for Blood” (live) − 5:36

Note:
- „Walk in the Shadows” este prima piesă de pe albumul „Rage for Order” al trupei Queensrÿche, album apărut în 1986.[1]
- Videoclipul piesei „Revolution Begins” a fost lansat în premieră mondială pe blogul emisiunii Headbangers Ball, la data de 11 mai 2007.[2]

## Componența trupei
- Angela Gossow - Voce
- Michael Amott - Chitară
- Christopher Amott - Chitară
- Sharlee D'Angelo − Bas
- Daniel Erlandsson − Tobe